# Pfäfers
Pfäfers (rétorománsky Faveras) je obec ve švýcarském kantonu St. Gallen. Nachází se na jihovýchodě kantonu, nedaleko hranic s Lichtenštejnskem, a žije zde přibližně 1 600 obyvatel. Obec je známá zejména díky benediktinskému klášteru Pfäfers, založenému již v 8. století. K obci patří také osady St. Margrethenberg, Vadura, Valens, Vasön a Vättis.

## Geografie
Centrální obec Pfäfers leží v nadmořské výšce asi 800 metrů u vstupu do údolí Tamina a má přes 700 obyvatel. Obec se rozkládá jižním směrem přes údolí Tamina až k průsmyku Kunkelspass a od Vättisu západním směrem do vysokého údolí Calfeisen. Vyznačuje se velkými výškovými rozdíly od soutěsky Tamina 693 m n. m. po Ringelspitz 3247 m n. m. (který je zároveň nejvyšším bodem kantonu), lesy, loukami, Alpami a vodními nádržemi Gigerwald a Mapragg.
V místní části St. Margrethenberg nad Pfäfersem ve výšce asi 1200 m n. m. stojí pevnost Furggels, která byla za druhé světové války a v poválečném období součástí pevnosti Sargans.

## Historie

Lázně Bad Pfäfers (1629)

V oblasti Drachenloch nad Vättisem byly nalezeny nálezy kostí jeskynního medvěda z období paleolitu, ale žádné stejně rané stopy osídlení. V Pardätsch byl nalezen předřímský hrot kopí a u Vättis římské mince. Pfäfers se připomíná v roce 762 jako abbas de Fabarias, v roce 1247 Pheuers a v roce 1288 Pfaevaers, (rétorománsky Faveras). Dějiny Pfäfers jsou až do roku 1798 spojeny s dějinami benediktinského kláštera Pfäfers, založeného v roce 730 nebo 750. Od vrcholného středověku se panství opatství rozkládalo na celém údolí Tamina. Na ochranu opatství byl v roce 1206 na skalní hlavě pod ním, která se strmě svažovala k východu, postaven hrad Wartenstein, který po určitou dobu sloužil opatům jako jejich sídlo. Zůstal v troskách. Od roku 1382 se v Pfäfersu využívala teplá termální voda z pramene Tamina jako lázně. Z doby Walserů, kteří se v údolí Calfeisen usadili ve 14. století, se dochovala kaple svatého Martina, poprvé zmiňovaná v roce 1432. Pozdně středověké kostely s patronáty svaté Máří Magdalény a svatého Evorta nejsou archeologicky doloženy. Klášterní kostel postavený v Pfäfers v letech 1688–1694 slouží od roku 1838 jako farní. Vättis s kostelem svatého Aniana byl farností od 13. století. Vesnická kaple Vasön je novostavba z let 1980/81, ve Vaduře byla v roce 1955 postavena kaple bratra Klause.

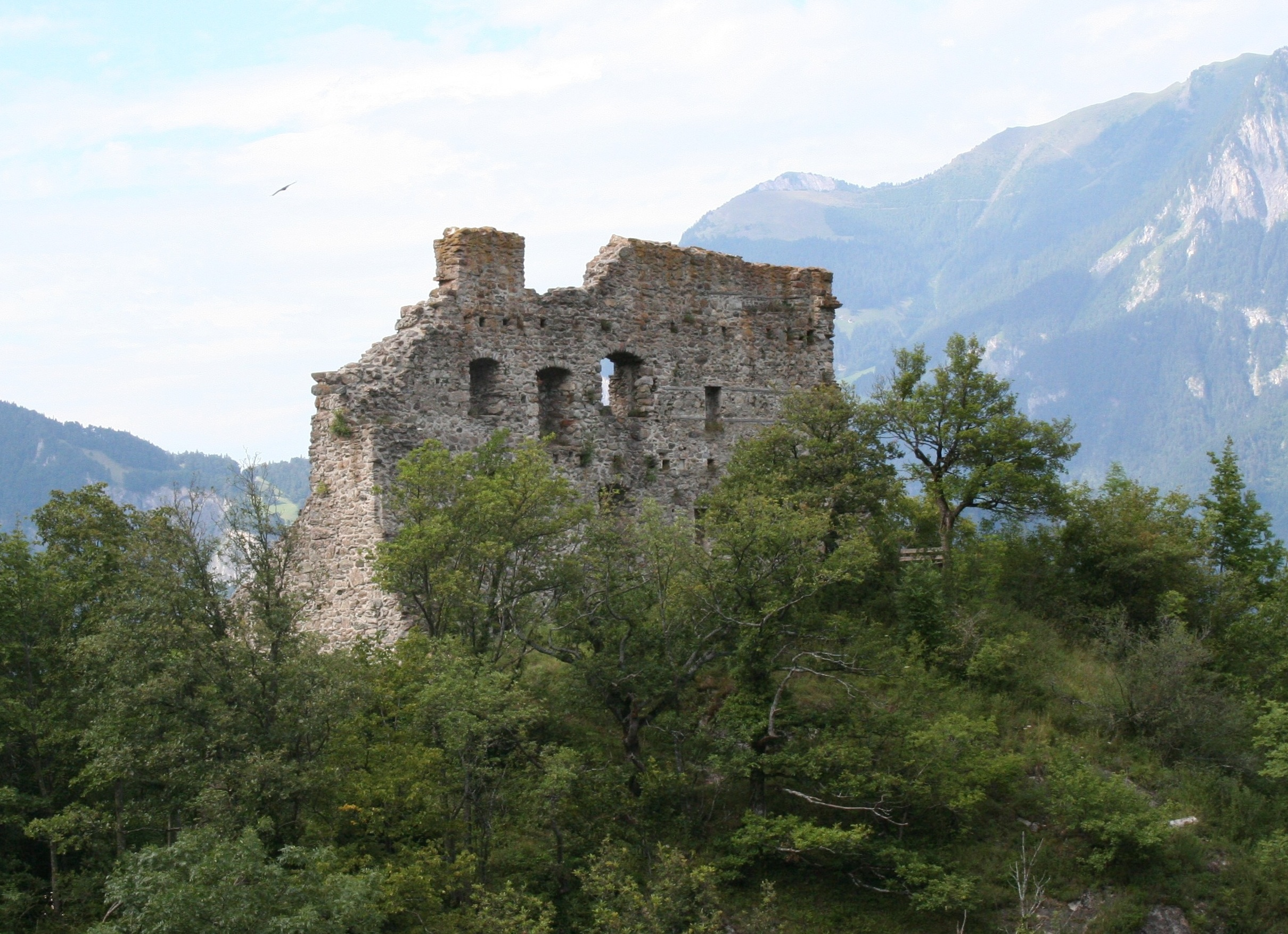
Zřícenina hradu Wartenstein

V roce 1803 byly obce Pfäfers, Valens s Vasön a Vättis spojeny v politickou obec Pfäfers a začleněny do nově vzniklého kantonu St. Gallen. Místní společenství vlastní třináct alp o rozloze 1316 ha. V letech 1839/40 byl vybudován vodovod, který odvádí část termální vody z Taminy dolů do Ragazu, kde byly následně založeny další lázně. V roce 1847 otevřel kanton St. Gallen v benediktinském opatství kantonální sanatorium a pečovatelský dům pro duševně nemocné, později psychiatrickou kliniku St. Pirminsberg, která byla zrušena v roce 1838 a slouží také k léčbě závislostí. V roce 2007 zde pracovalo 245 zaměstnanců a 350 na rehabilitační klinice ve Valensu. Z těchto zaměstnanců jen několik žilo přímo v obci.

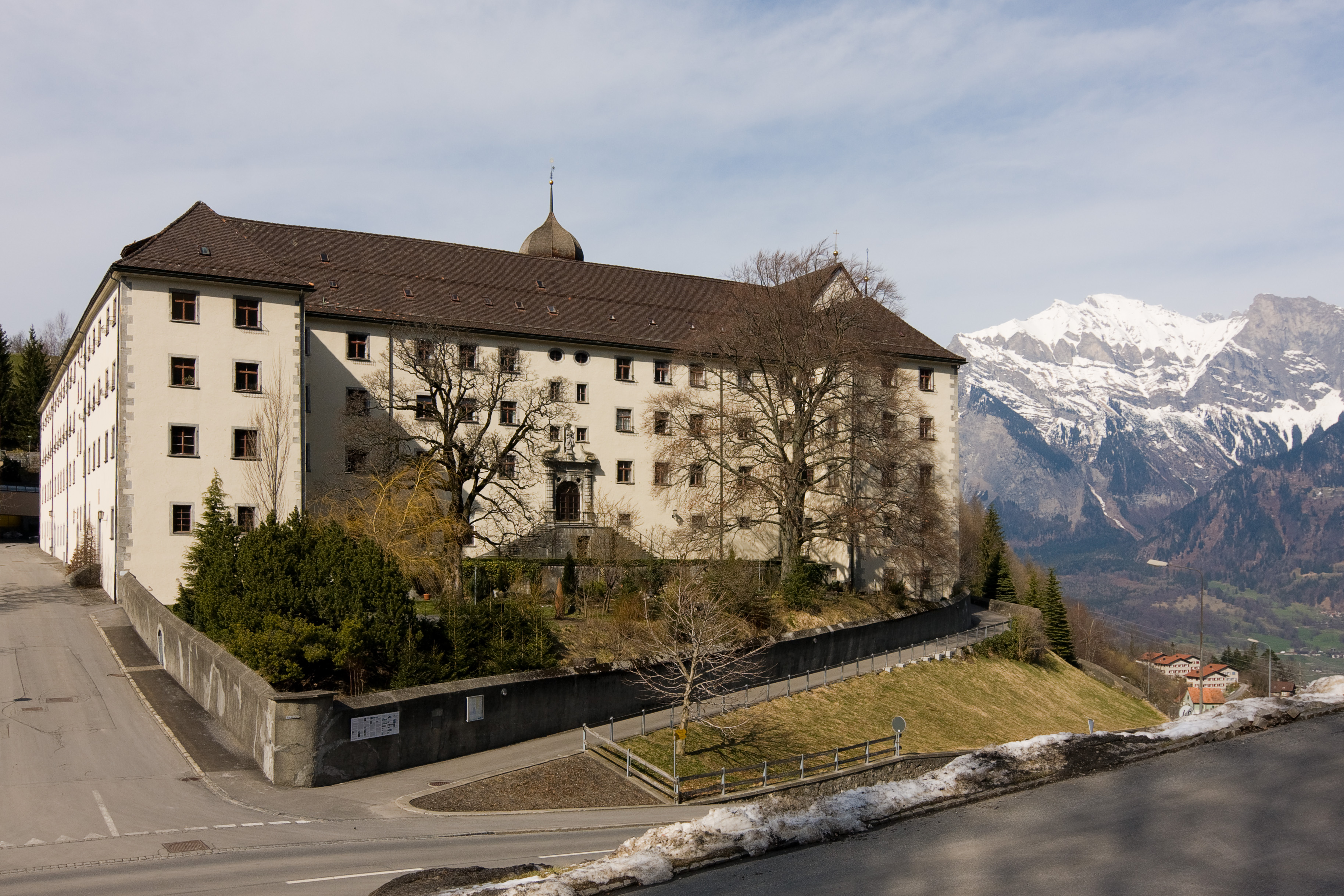
Budova kláštera

Až do roku 1798 tvořili feudálové kláštera a svobodní sedláci politickou obci. Ta byla ve spojení s Vättisem, Valensem a Ragazem pod nižší jurisdikcí opatství Pfäfers. Až do 20. století obec opakovaně postihovaly požáry a přírodní katastrofy, jako byly laviny a povodně. V roce 1954 byla založena školská obec Pfäfers-Vättis, v roce 1971 byla zrušena škola ve Vaduře a přesunuta do Pfäfers a v roce 1984 byla v obci otevřena nová škola vyššího stupně. Od roku 1855 přibližně do roku 1965 se u Vadury těžila břidlice a v 18. a 19. století se v dole Gnapperkopf u Vättisu těžily měděné a stříbrné rudy. Od roku 1961 sídlí v Pfäfersu ředitelství elektráren Sarganserland, které byly v té době založeny. V roce 1977 byla uvedena do provozu vodní nádrž Gigerwald se 147 m vysokou přehradní hrází. V roce 1969 byl provoz lázní Pfäfers ukončen. V roce 1970 byla jako náhrada otevřena léčebna revmatismu a rehabilitace Valens s termálními lázněmi přístupnými veřejnosti. Některé drobné živnosti a především chov dobytka, vysokohorské zemědělství a lesnictví dávaly Pfäfersu venkovský ráz i na počátku 21. století.

## Obyvatelstvo
| Vývoj počtu obyvatel | Vývoj počtu obyvatel | Vývoj počtu obyvatel | Vývoj počtu obyvatel | Vývoj počtu obyvatel | Vývoj počtu obyvatel | Vývoj počtu obyvatel | Vývoj počtu obyvatel | Vývoj počtu obyvatel | Vývoj počtu obyvatel |
| -------------------- | -------------------- | -------------------- | -------------------- | -------------------- | -------------------- | -------------------- | -------------------- | -------------------- | -------------------- |
| Rok                  | 1831                 | 1850                 | 1900                 | 1950                 | 1980                 | 2000                 | 2010                 | 2020                 |                      |
| Počet obyvatel       | 1634                 | 1315                 | 1510                 | 1900                 | 1814                 | 1754                 | 1571                 | 1528                 |                      |

## Doprava
Jediné spojení do obce je po silnici; nejbližší železniční stanice se nachází v Bad Ragaz na trati Chur–Rorschach. Pfäfers a Valens jsou s Bad Ragazem nezávisle propojeny silnicemi. V roce 2010 byl navržen silniční most mezi Valensem a Pfäfersem, protože rekonstrukce silnice mezi Bad Ragazem a Valensem by byla neekonomická kvůli nestabilnímu sesuvnému území podél silnice. V únoru 2012 byl projekt schválen kantonální radou a v březnu 2013 byla zahájena stavba mostu Tamina. Ten byl uveden do provozu v roce 2017, aby byl zajištěn trvalý bezpečný přístup do Valens.
Do otevření mostu Tamina obsluhovaly obec dvě poštovní autobusové linky Bad Ragaz – Pfäfers – Vadura – Mapragg – Vättis – Gigerwald a Bad Ragaz – Valens – Vasön – Mapragg. Po otevření mostu Tamina a tím i přímého spojení z Pfäfersu do Valensu byly obě linky Postauto sloučeny do jedné linky Bad Ragaz – Pfäfers – Valens – Vasön – Vättis – Gigerwald. Ke starým lázním Pfäfers se lze dostat autobusem z Bad Ragazu.
Mezi lety 1892 a 1964 se do Pfäfersu v létě jezdilo lanovkou Ragaz–Wartenstein.